# Sue Tonise
SUe Tonise (10 maggio 1977) è un calciatore samoano americano, di ruolo centrocampista.